# 2-й піхотний полк (Австро-Угорщина)
2-й Угорський піхотний полк імператора Олександра І (нім. k. u k. Ungarisches Infanterie-Regiment Nr. 2, IR 2) ― піхотний полк Спільної армії Збройних сил Австро-Угорщини.

## Історія
Утворений в 1741 році як 2-й Угорський піхотний полк «Уйвар'ї» (нім. Ungarisches Infanterie-Regiment «Ujváryi» Nr. 2). В різний час у назві полку були присутні імена його покровителів: ерцгерцог Карл (1749), ерцгерцог Фердинанд (1761); з 1805 по 1848 роки полк називався 2-й піхотний полк Австрійської імперії, з 1848 покровителем полку став Олександр I, з 1894 і до початку Першої світової війни покровителем полку був російський імператор Микола II.
Штаб-квартири: Сібіу (1903–1909), Брашов (1910–1914). Округ поповнення № 2 Брашов і Сібіу, на території 12-го армійського корпусу.
Відмінною особливістю полку у XVIII столітті, як і у всіх угорських полків, була уніформа: піхота носила білі німецькі мундири із золотим оздобленням, кольоровими бутоньєрками та чорними краватками, яскраві кольорові штани та сукняні наколінники «шаліварі». У 2-го піхотного полку характерною рисою було носіння традиційних гусарських ташок. Основною зброєю солдатів 2-го полку, як і всіх угорських полків, були рушниці з багнетами і піхотними шаблями.
В 1903 р. полк перебував в Сібіу, крім 3-го батальйону, який базувався в Брашові. В 1914 р. полк переведений в Брашов, а 1-й батальйон залишився в Сібіу.
У результаті реформ Конрада з червня 1918 року кількість батальйонів було скорочено до трьох, і 4-й батальйон було розформовано.

## Бойовий шлях
Полк брав участь у Семирічній війні, у Наполеонівських війнах та Австро-італо-прусській війні.
У 1915 році полк вирушив на Італійський фронт Першої світової війни, де брав участь у кількох битвах при Ізонцо.
26 серпня 1916 року полк прибув до Првачина на схід від Герца. Згодом переведений у Східну Галичину.

## Склад
- 1-й батальйон (1903—1914: Сібіу);
- 2-й батальйон (1903—1909: Сібіу, 1910—1914: Брашов);
- 3-й батальйон (1903—1914: Брашов);
- 4-й батальйон (1903—1909: Сібіу, 1910—1914: Брашов).[2]

Національний склад (1914)
- 61 % — угорці;
- 27 % — румуни;
- 12 % — інші національності.

## Почесні шефи полку
- 1814—1825: російський імператор Олександр І;
- 1825—1826: фельдмаршал-лейтенант Франц фон Коллер;
- 1827—1852: фельдцехмейстер Адам Ретсі фон Ретц;
- 1852—1865: фельдмаршал-лейтенант Вільгельм Фердинанд Карл фон Шірндінг;
- 1866—1869: фельдмаршал-лейтенант Антон фон Рукстухл;
- 1873—1881: російський імператор Олександр ІІ;
- 1894—1914: російський імператор Микола ІІ.

## Командування
- 1826: полковник Йозеф фон Радл;
- 1865: полковник Отто Вельзерсхаймб;
- 1879—1895: полковник Василій Скуліч;
- 1895—1903: полковник Фелікс Кеменович;
- 1903—1906: полковник Міхель Шандру;
- 1906—1909: полковник Лукаш Шнярич;
- 1910—1911: полковник Теодор Стипек;
- 1913—1914: полковник Густав Бон фон Блюменштейн;
- 1914: полковник Рудольф Кренн.[5]

## Підпорядкування
2-й піхотний полк входив в 31-у піхотну бригаду 16-ї піхотної дивізії.

## Однострій

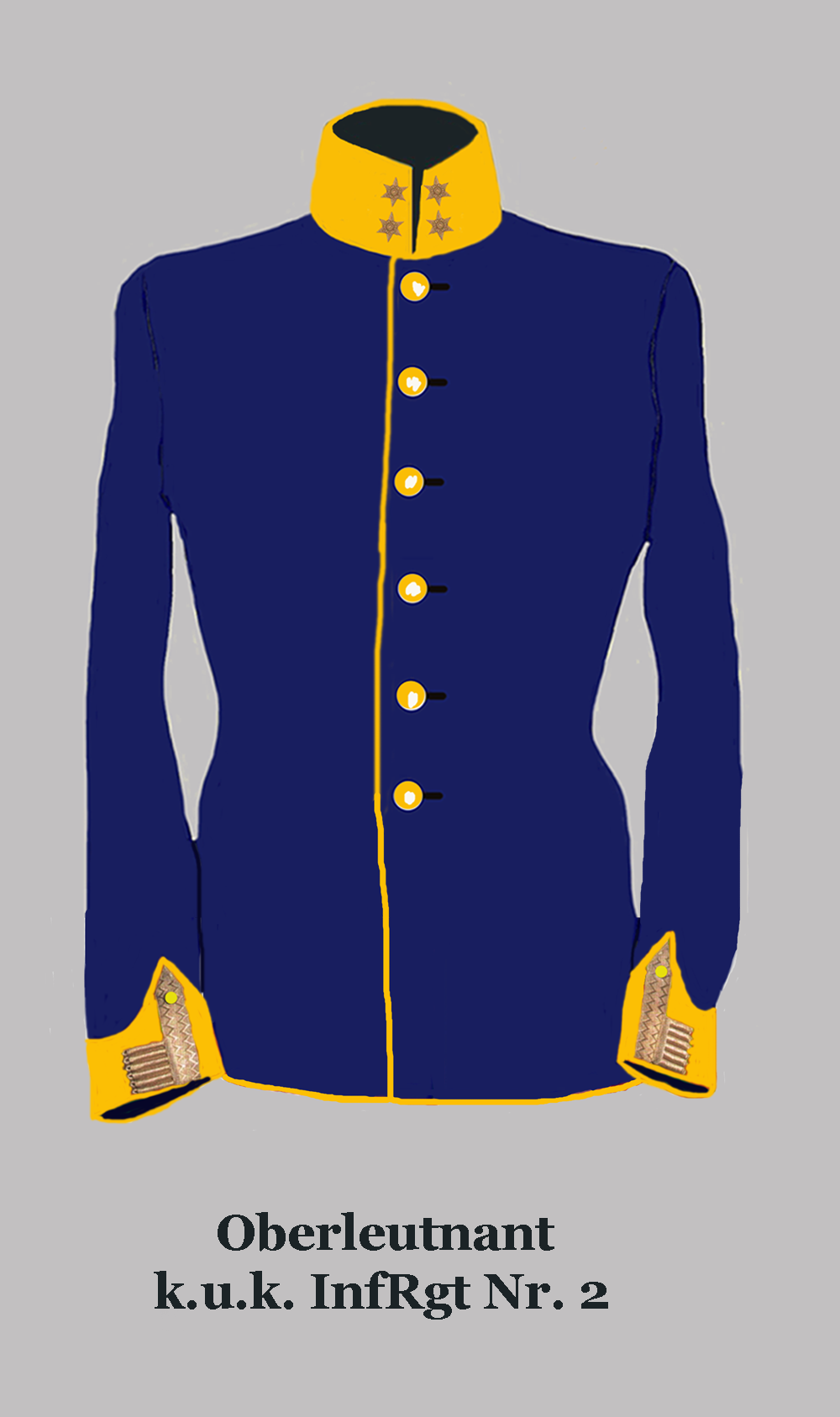
Парадний мундир оберстлейтенанта 2-го піхотного полку.
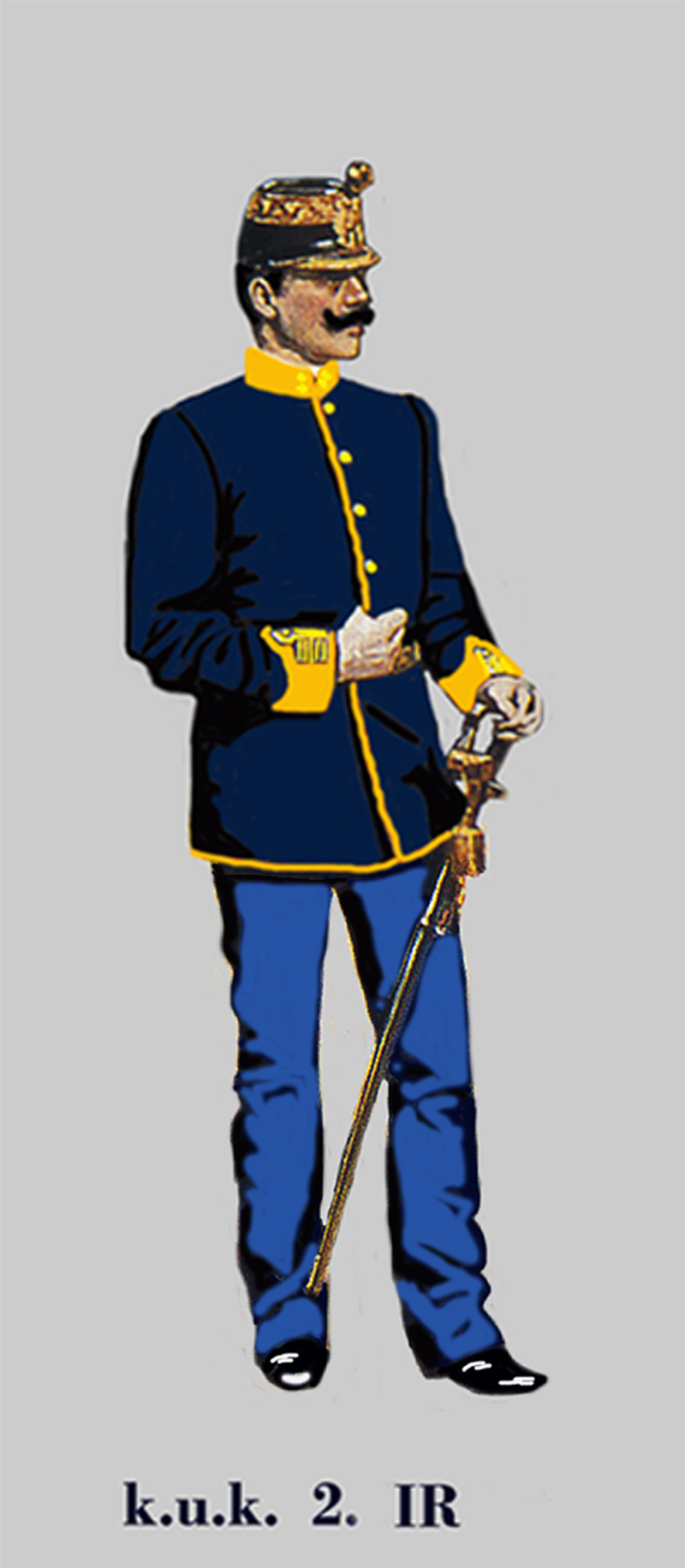
Оберстлейтенант 2-го піхотного полку в парадній формі одягу.
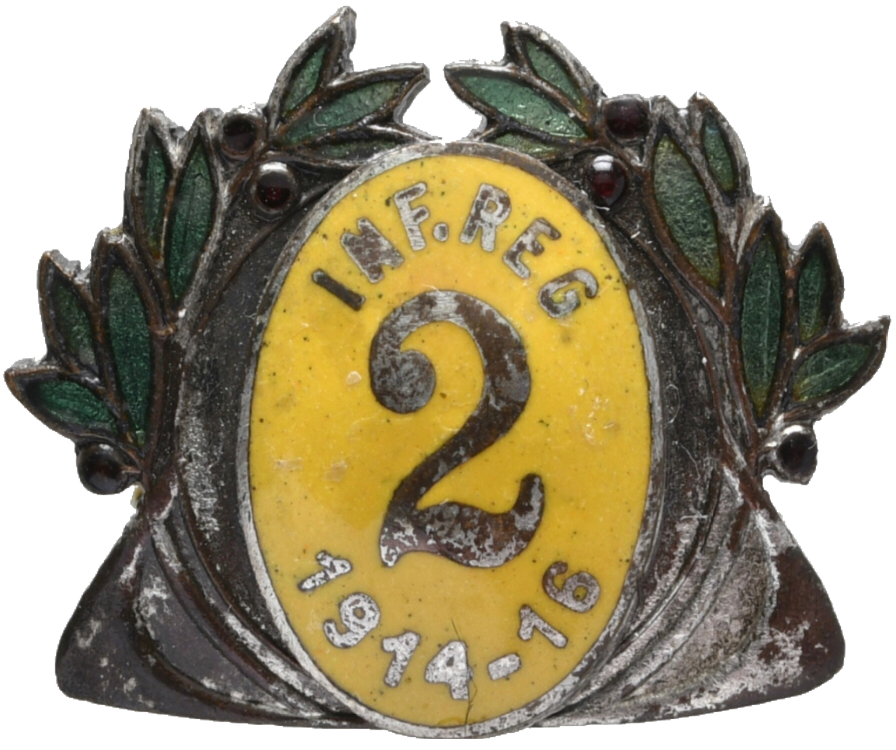
Каппен 2-го піхотного полку.

## Військовослужбовці
- Барон Карл фон Пфланцер-Балтін (01.06.1855 — 08.04.1925).